# 1-cloro-2-metilpropano
El 1-cloro-2-metilpropano, también llamado cloruro de isobutilo, es un compuesto orgánico de fórmula molecular C4H9Cl. Es isómero del 1-clorobutano pero, a diferencia de este, la cadena carbonada no es lineal.

## Propiedades físicas y químicas
A temperatura ambiente el 1-cloro-2-metilpropano es un líquido incoloro con un característico olor dulce.
Tiene su punto de ebullición a 69 °C y su punto de fusión a -131 °C, unos 9 °C inferiores a los de su isómero 1-clorobutano.
Posee una densidad de 0,879 g/cm³ y en estado gaseoso es 3,2 veces más denso que el aire. Su viscosidad a 20 °C es de 0,46 cP, inferior a la del agua y semejante a la del octano.
El valor del logaritmo de su coeficiente de reparto, logP = 2,39, denota que es más soluble en disolventes apolares que en disolventes polares.
Así, en agua es prácticamente insoluble, en proporción de 28 mg/L.
En cuanto a su reactividad, el 1-cloro-2-metilpropano es incompatible con agentes oxidantes fuertes así como con bases fuertes.

## Síntesis
Se puede producir 1-cloro-2-metilpropano por cloración de isobutano, obteniéndose una mezcla con 2-cloro-2-metilpropano. La relación entre ambos productos depende de la temperatura: a 600 °C, la proporción de 1-cloro-2-metilpropano alcanza el 80%.
El  1-cloro-2-metilpropano puede también sintetizarse a partir del isobutanol mediante el uso de cloruro de trimetilsililo (TMSCl) y dimetilsulfóxido (DMSO). El rendimiento de la reacción es del 95%.
Otra ruta se síntesis parte del ácido isovalérico, por reacción de este con cloruro de litio y acetato de plomo (IV), utilizando benceno como disolvente. En este caso, el rendimiento llega al 99%.
La descomposición catalítica de cloroformiato de isobutilo es otra vía para obtener 1-cloro-2-metilpropano. Como catalizador se usa cloruro de hexabutilguanidinio, siendo el rendimiento aproximado de la reacción de un 99%.

## Usos
El 1-cloro-2-metilpropano se ha empleado en reacciones de alquilación de benzamidas. En dicho proceso, catalizado por cobalto, se emplea un reactivo de Grignard para formar 2-alquilbenzamidas, agregándose selectivamente el isobutilo a la posición orto del sustrato de benzamida.
También se utiliza este cloroalcano en la síntesis de fármacos como butetamina e hidrocloruro de olprinona.

## Precauciones
Tanto el líquido como los vapores de 1-cloro-2-metilpropano son muy inflamables. Su punto de inflamabilidad es -17 °C y su temperatura de autoignición 668 °C. Al arder puede desprender cloruro de hidrógeno.